# フジテレビ系列日曜夕方6時台枠のアニメ
本項ではフジテレビ系列で毎週日曜18時00分 - 18時30分枠および18時30分 - 19時00分枠（JST、一部系列局を除く）にて放送されている全日帯アニメ枠の作品一覧関して取り上げる。通称【日6】。
放送期間・放送時間はフジテレビ（制作局、関東地区）のもの。

## 歴史
この時間帯は1962年から中断などを繰り返しながらアニメ番組が放送されている。現在放映中の番組はいずれの作品も長寿番組となっており、フジテレビを代表する番組となっている。
2000年代には当枠と同じ時期に始まった土曜夕方6時枠と日曜夜7時枠などのアニメ枠が相次いで終了。これにより当枠はフジテレビで1960年代から続く唯一のアニメ枠となった。
2018年10月からは前半枠の裏にテレビ東京がアニメ枠を編成。そのため前半枠の時間帯との競合が続いている。

## 日曜夕方6時台のアニメ

### 特徴
- 1960年代にはドラマやバラエティ番組、海外製アニメの時間帯であり、国産アニメは後半枠から移動した『リボンの騎士』のみであったが、この時期は朝日放送（当時はTBS系列。現：朝日放送テレビ）の『てなもんや三度笠』の好評期であり、アニメは定着しなかった。
- その後1969年10月以降、すべてタツノコプロ制作のアニメ枠となっていたが、1983年に『未来警察ウラシマン』が4月から土曜夕方6時30分枠に移動後、暫くはスポーツ情報番組枠となっていた。しかし1986年の『あんみつ姫』で3年半ぶりにアニメ枠が復活。1990年からは『ちびまる子ちゃん』が一時期の休止を挟み、現在も放映されている。ただし、『あんみつ姫』以降はいずれもタツノコプロ以外が制作を担当。

| 作品名                                                                                  | 放映期間                       | 話数 | 製作会社                                    | 原作                                  | 声の出演 | 備考       |
| --------------------------------------------------------------------------------------- | ------------------------------ | ---- | ------------------------------------------- | ------------------------------------- | --- | ---------- |
| まんがスーパーマン                                                                      | 1963年9月15日 - 9月29日        | 3    | フライシャー・スタジオ フェイマス・スタジオ | ジェリー・シーゲル ジョー・シャスター | 大平透、愛川欽也                                                                                            | [ 注釈 1 ] |
| （この間、非アニメ番組）                                                                |                                |      |                                             |                                       | |            |
| いこうぜヘッケル まけるなマイティ                                                       | 1966年4月 - 6月27日            | ?    | テリートゥーン                              | ?                                     | 長門勇、三波伸介、牟田悌三、関敬六                                                                          | [ 注釈 1 ] |
| （この間、非アニメ番組）                                                                |                                |      |                                             |                                       | |            |
| リボンの騎士                                                                            | 1967年7月2日 - 1968年4月7日    | 39   | 虫プロダクション                            | 手塚治虫                              | 太田淑子、貴家堂子、小林恭治、雨森雅司、納谷悟朗                                                            | [ 注釈 2 ] |
| （この間、非アニメ番組）                                                                |                                |      |                                             |                                       | |            |
| スーパープレジデント                                                                    | 1969年8月17日 - 1969年9月28日  | 6    | DePatie-Freleng                             | ?                                     | ? | [ 注釈 1 ] |
| ハクション大魔王                                                                        | 1969年10月5日 - 1970年9月27日  | 52   | タツノコプロ                                | 吉田竜夫                              | 大平透、貴家堂子、加藤みどり、田の中勇、麻生みつ子                                                          |            |
| いなかっぺ大将                                                                          | 1970年10月4日 - 1972年9月24日  | 104  | タツノコプロ                                | 川崎のぼる                            | 野沢雅子、愛川欽也、大平透、岡本茉莉、八代駿                                                                |            |
| 科学忍者隊ガッチャマン                                                                  | 1972年10月1日 - 1974年9月29日  | 105  | タツノコプロ                                | 吉田竜夫                              | 森功至、佐々木功、杉山佳寿子、塩屋翼、兼本新吾、大平透、田中信夫、寺島幹夫                                  |            |
| てんとう虫の歌                                                                          | 1974年10月6日 - 1976年9月26日  | 104  | タツノコプロ                                | 川崎のぼる                            | 松島みのり、岡本茉莉、安原義人、大平透                                                                      |            |
| ポールのミラクル大作戦                                                                  | 1976年10月3日 - 1977年9月11日  | 50   | タツノコプロ                                | タツノコプロ企画室                    | 白川澄子、横沢啓子、麻上洋子、田の中勇、大平透                                                              |            |
| 一発貫太くん                                                                            | 1977年9月18日 - 1978年9月24日  | 53   | タツノコプロ                                | タツノコプロ企画室                    | 太田淑子、大平透、麻生美代子、秋元千賀子、塩沢兼人                                                          |            |
| 科学忍者隊ガッチャマンII                                                                | 1978年10月1日 - 1979年9月30日  | 53   | タツノコプロ                                | 吉田竜夫                              | 森功至、ささきいさお、杉山佳寿子、塩屋翼、兼本新吾、田中信夫、池田勝                                        |            |
| 科学忍者隊ガッチャマンF                                                                 | 1979年10月7日 - 1980年8月31日  | 48   | タツノコプロ                                | 吉田竜夫                              | 森功至、佐々木功、杉山佳寿子、塩屋翼、兼本新吾、加藤精三、中田浩二                                          |            |
| とんでも戦士ムテキング                                                                  | 1980年9月7日 - 1981年9月27日   | 56   | タツノコプロ                                | タツノコプロ企画室                    | 井上和彦、有崎由見子、田の中勇、大平透、辻シゲル                                                            |            |
| ダッシュ勝平                                                                            | 1981年10月4日 - 1982年12月26日 | 65   | タツノコプロ                                | 六田登                                | 田中真弓、津島瑞穂、大平透                                                                                  |            |
| 未来警察ウラシマン                                                                      | 1983年1月9日 - 3月27日         | 12   | タツノコプロ                                | 曽田博久 （原案）                     | 小林通孝、神谷明、横沢啓子、大平透、勝生真沙子                                                              | [ 注釈 3 ] |
| （この間アニメ中断。スポーツ情報番組『サントリー スポーツ天国』→『スポーツ特Q』を放送） |                                |      |                                             |                                       | |            |
| あんみつ姫 （アニメ版）                                                                 | 1986年10月5日 - 1987年9月27日  | 51   | スタジオぴえろ 読売広告社                   | 倉金章介                              | 小山茉美、神山卓三、京田尚子、八奈見乗児、鈴木れい子 、千葉繁、 玄田哲章、三田ゆう子、渕崎ゆり子、 星野桜子 |            |
| のらくろクン                                                                            | 1987年10月4日 - 1988年10月2日  | 50   | スタジオぴえろ 読売広告社                   | 田河水泡                              | 坂本千夏、八奈見乗児、三田ゆう子、松井菜桜子                                                                |            |
| ひみつのアッコちゃん （第2作）                                                          | 1988年10月9日 - 1989年12月24日 | 61   | 東映動画 読売広告社                         | 赤塚不二夫                            | 堀江美都子、杉山佳寿子、塩屋翼、太田淑子、中原茂                                                            | [ 注釈 4 ] |
| ちびまる子ちゃん （第1期）                                                              | 1990年1月7日 - 1992年9月27日   | 142  | 日本アニメーション                          | さくらももこ                          | TARAKO、水谷優子、屋良有作、鈴木みえ、富山敬、佐々木優子、キートン山田                                      |            |
| ツヨシしっかりしなさい （アニメ版）                                                     | 1992年10月4日 - 1994年12月25日 | 112  | フジテレビ スタジオコメット                 | 永松潔                                | 小野坂昌也、片岡富枝、鶴ひろみ、萩森侚子                                                                    |            |
| ちびまる子ちゃん （第2期）                                                              | 1995年1月8日 -                 |      | 日本アニメーション                          | さくらももこ                          | 菊池こころ、豊嶋真千子、屋良有作、鈴木みえ→一龍斎貞友、島田敏、佐々木優子、きむらきょうや                   | [ 注釈 5 ] |

### 放映局
FNS加盟27局が同時ネットで放送している他、海外でもFCIで放送している。

#### 現在のネット局
字幕放送・解説放送・連動データ放送はテレビ大分を除くフジテレビ系列のみ実施。
| 放送時間                                                                            | 放送局                                                                     | ネット状況 | 対象地域 | 備考                          |
| ----------------------------------------------------------------------------------- | -------------------------------------------------------------------------- | ---------- | -------- | ----------------------------- |
| 日曜 18:00 - 18:30                                                                  | フジテレビ（制作局）をはじめとする フジテレビ系列（FNS）フルネット局全27局 | 同時ネット | 日本国内 |                               |
| 土曜 5:25 - 5:55                                                                    | テレビ大分                                                                 | 遅れネット | 大分県   | 日本テレビ系列 フジテレビ系列 |
| 『ちびまる子ちゃん』はアニマックスでも放送。詳細はちびまる子ちゃん#ネット局を参照。 |                                                                            |            |          |                               |

#### 過去のネット局
系列は現在の系列。
| 放送対象地域 | 放送局      | 系列           | 備考 |
| ------------ | ----------- | -------------- | --- |
| 北海道       | 札幌テレビ  | 日本テレビ系列 | 1972年3月まで。 1972年3月まではフジテレビ系列とのクロスネット局。                                                          |
| 青森県       | 青森放送    | 日本テレビ系列 | 2001年12月打ち切り。 |
| 岩手県       | IBC岩手放送 | TBS系列        | 『未来警察ウラシマン』まで。                                                                                               |
| 岩手県       | テレビ岩手  | 日本テレビ系列 | 『あんみつ姫』と『ひみつのアッコちゃん（第2作）』と『ちびまる子ちゃん（第1期）』を放映。                                   |
| 山形県       | 山形テレビ  | テレビ朝日系列 | 1993年3月打ち切り。 1993年3月まではフジテレビ系列局。                                                                      |
| 山梨県       | 山梨放送    | 日本テレビ系列 | 2016年9月打ち切り。 |
| 広島県       | 広島テレビ  | 日本テレビ系列 | 1975年10月3日まで。 『てんとう虫の歌』の時点では金曜18:00 -18:30に放送。 1975年9月まではフジテレビ系列とのクロスネット局。 |
| 山口県       | 山口放送    | 日本テレビ系列 | 『未来警察ウラシマン』まで。                                                                                               |
| 山口県       | テレビ山口  | TBS系列        | 『あんみつ姫』から『ちびまる子ちゃん（第2期）』の途中まで。                                                                |
| 徳島県       | 四国放送    | 日本テレビ系列 | 『ちびまる子ちゃん（第2期）』の途中まで。                                                                                  |
| 高知県       | 高知放送    | 日本テレビ系列 | 途中打ち切り。 |
| 大分県       | 大分放送    | TBS系列        | 『未来警察ウラシマン』まで。                                                                                               |

## 日曜夕方6時30分枠のアニメ

### 特徴
- 初作品は海外作品『わんわん保安官』。その後国産初となったのは『リボンの騎士』だが、この時期は『シャボン玉ホリデー』（日本テレビ系列）の絶頂期であり、更に朝日放送のドラマ路線（『わんぱく砦』など）にまで奪われる傾向だった。
- だが『ゲゲゲの鬼太郎』（第1作）が水曜から移動すると、次第に人気が上がり、そして現在放送中の『サザエさん』は、1969年開始で現在に至るまで50年間もの長寿番組として君臨している（テレビアニメとしても最長記録にあたる他、放送枠を一切移動していないテレビアニメ作品・主人公のアフレコ声優が一切交代していないテレビアニメ作品としても異例の最長記録である）。前番組の『忍者カムイ外伝』からエイケン制作枠が続いている。

| 作品名                   | 放映期間                     | 話数 | 製作会社                   | 原作       | 声の出演                                                                     | 備考                   |
| ------------------------ | ---------------------------- | ---- | -------------------------- | ---------- | ---------------------------------------------------------------------------- | ---------------------- |
| わんわん保安官           | 1962年1月7日 - 1月28日       | 4    | テリートゥーン             |            | 二代目相模太郎、梅屋かほる、山岸比呂美、上田敏也                             | [ 注釈 1 ] [ 注釈 14 ] |
| （この間、非アニメ番組） |                              |      |                            |            |                                                                              |                        |
| キャスパーと遊ぼう       | 1964年8月16日 - 1966年4月3日 | 85   | パラマウント映画           |            | 上原ゆかり                                                                   | [ 注釈 1 ]             |
| （この間、非アニメ番組） |                              |      |                            |            |                                                                              |                        |
| リボンの騎士             | 1967年4月2日 - 6月25日       | 13   | 虫プロダクション           | 手塚治虫   | 太田淑子、貴家堂子、小林恭治、雨森雅司、納谷悟朗                             | [ 注釈 15 ]            |
| マッハGoGoGo （第1作）   | 1967年7月2日 - 1968年3月31日 | 39   | タツノコプロ               | 吉田竜夫   | 田中雪弥、大宮悌二、堀絢子、大竹宏、愛川欽也                                 | [ 注釈 16 ]            |
| ゲゲゲの鬼太郎 （第1作） | 1968年4月7日 - 1969年3月30日 | 52   | 東映動画                   | 水木しげる | 野沢雅子、田の中勇、大塚周夫                                                 | [ 注釈 17 ]            |
| 忍風カムイ外伝           | 1969年4月6日 - 9月28日       | 26   | TCJ動画センター            | 白土三平   | 中田浩二、城達也                                                             |                        |
| サザエさん               | 1969年10月5日 -              |      | TCJ動画センター ↓ エイケン | 長谷川町子 | 加藤みどり、茶風林、寺内よりえ、田中秀幸、冨永み〜な、津村まこと、愛河里花子 | [ 注釈 18 ]            |

### 放映局

#### 現在のネット局
| 放送対象地域   | 放送局             | 系列                                         | 放送日時           | ネット状況 |
| -------------- | ------------------ | -------------------------------------------- | ------------------ | ---------- |
| 関東広域圏     | フジテレビ         | フジテレビ系列                               | 日曜 18:30 - 19:00 | 制作局     |
| 北海道         | 北海道文化放送     | フジテレビ系列                               | 日曜 18:30 - 19:00 | 同時ネット |
| 岩手県         | 岩手めんこいテレビ | フジテレビ系列                               | 日曜 18:30 - 19:00 | 同時ネット |
| 宮城県         | 仙台放送           | フジテレビ系列                               | 日曜 18:30 - 19:00 | 同時ネット |
| 秋田県         | 秋田テレビ         | フジテレビ系列                               | 日曜 18:30 - 19:00 | 同時ネット |
| 山形県         | さくらんぼテレビ   | フジテレビ系列                               | 日曜 18:30 - 19:00 | 同時ネット |
| 福島県         | 福島テレビ         | フジテレビ系列                               | 日曜 18:30 - 19:00 | 同時ネット |
| 新潟県         | NST新潟総合テレビ  | フジテレビ系列                               | 日曜 18:30 - 19:00 | 同時ネット |
| 長野県         | 長野放送           | フジテレビ系列                               | 日曜 18:30 - 19:00 | 同時ネット |
| 静岡県         | テレビ静岡         | フジテレビ系列                               | 日曜 18:30 - 19:00 | 同時ネット |
| 富山県         | 富山テレビ         | フジテレビ系列                               | 日曜 18:30 - 19:00 | 同時ネット |
| 石川県         | 石川テレビ         | フジテレビ系列                               | 日曜 18:30 - 19:00 | 同時ネット |
| 福井県         | 福井テレビ         | フジテレビ系列                               | 日曜 18:30 - 19:00 | 同時ネット |
| 中京広域圏     | 東海テレビ         | フジテレビ系列                               | 日曜 18:30 - 19:00 | 同時ネット |
| 近畿広域圏     | 関西テレビ         | フジテレビ系列                               | 日曜 18:30 - 19:00 | 同時ネット |
| 島根県・鳥取県 | さんいん中央テレビ | フジテレビ系列                               | 日曜 18:30 - 19:00 | 同時ネット |
| 岡山県・香川県 | 岡山放送           | フジテレビ系列                               | 日曜 18:30 - 19:00 | 同時ネット |
| 広島県         | テレビ新広島       | フジテレビ系列                               | 日曜 18:30 - 19:00 | 同時ネット |
| 愛媛県         | テレビ愛媛         | フジテレビ系列                               | 日曜 18:30 - 19:00 | 同時ネット |
| 高知県         | 高知さんさんテレビ | フジテレビ系列                               | 日曜 18:30 - 19:00 | 同時ネット |
| 福岡県         | テレビ西日本       | フジテレビ系列                               | 日曜 18:30 - 19:00 | 同時ネット |
| 佐賀県         | サガテレビ         | フジテレビ系列                               | 日曜 18:30 - 19:00 | 同時ネット |
| 長崎県         | テレビ長崎         | フジテレビ系列                               | 日曜 18:30 - 19:00 | 同時ネット |
| 熊本県         | テレビくまもと     | フジテレビ系列                               | 日曜 18:30 - 19:00 | 同時ネット |
| 大分県         | テレビ大分         | 日本テレビ系列 フジテレビ系列                | 日曜 18:30 - 19:00 | 同時ネット |
| 宮崎県         | テレビ宮崎         | フジテレビ系列 日本テレビ系列 テレビ朝日系列 | 日曜 18:30 - 19:00 | 同時ネット |
| 鹿児島県       | 鹿児島テレビ       | フジテレビ系列                               | 日曜 18:30 - 19:00 | 同時ネット |
| 沖縄県         | 沖縄テレビ         | フジテレビ系列                               | 日曜 18:30 - 19:00 | 同時ネット |
| 青森県         | 青森テレビ         | TBS系列                                      | 土曜 17:00 - 17:30 | 遅れネット |
| 山梨県         | テレビ山梨         | TBS系列                                      | 日曜 5:30 - 6:00   | 遅れネット |
| 山口県         | テレビ山口         | TBS系列                                      | 金曜 9:55 - 10:25  | 遅れネット |

#### 過去のネット局
系列は現在の系列。
| 放送対象地域 | 放送局         | 系列           | 備考                                                                   |
| ------------ | -------------- | -------------- | ---------------------------------------------------------------------- |
| 北海道       | 札幌テレビ     | 日本テレビ系列 | 1972年3月まで 1972年3月まではフジテレビ系列とのクロスネット局          |
| 岩手県       | IBC岩手放送    | TBS系列        | 1971年9月打ち切り                                                      |
| 山形県       | 山形放送       | 日本テレビ系列 | 1970年3月まで                                                          |
| 山形県       | 山形テレビ     | テレビ朝日系列 | 1970年4月から1993年3月まで 1993年3月まではフジテレビ系列局             |
| 山形県       | テレビユー山形 | TBS系列        | 1993年4月から1997年3月まで                                             |
| 新潟県       | 新潟放送       | TBS系列        | 1975年9月まで                                                          |
| 富山県       | 北日本放送     | 日本テレビ系列 | 『リボンの騎士』を放送した実績有り                                     |
| 島根県       | 山陰放送       | TBS系列        | 1970年3月まで 当時の放送エリアは島根県のみ                             |
| 広島県       | 広島テレビ     | 日本テレビ系列 | 1975年9月まで 1975年9月まではフジテレビ系列とのクロスネット局          |
| 山口県       | 山口放送       | 日本テレビ系列 | 1979年9月まで                                                          |
| 徳島県       | 四国放送       | 日本テレビ系列 | 2025年3月打ち切り                                                      |
| 香川県       | 西日本放送     | 日本テレビ系列 | 1979年3月まで 当時の放送エリアは香川県のみ 1979年4月に岡山放送へ一本化 |
| 高知県       | 高知放送       | 日本テレビ系列 | 1997年3月まで                                                          |
| 鹿児島県     | 南日本放送     | TBS系列        | 1994年3月まで                                                          |